# Javiera Toro Ibarra
Javiera Paz Toro Ibarra (Tocopilla, Antofagasta, Chile; 22 de abril de 1998) es una futbolista chilena. Juega de defensa y su equipo actual es Club Polideportivo Cacereño de la Segunda Federación Femenina. Además es internacional absoluta con la selección de Chile desde 2019.

## Trayectoria
En 2018 llegó a la final de la primera división de Chile, donde perdió la final ante Santiago Morning en el Estadio Nacional de Santiago.
En julio de 2020 dio el salto al fútbol europeo de la mano del Sevilla Fútbol Club para jugar en la máxima división de España.
En julio de 2024, se incorporó al Club Polideportivo Cacereño de la Segunda Federación Femenina.

## Selección nacional
Disputó el Sudamericano sub-20 en 2018.
Participó en los Juegos Suramericanos de 2018. 
Debutó con la selección de Chile el 18 de enero de 2019 contra Italia.

## Clubes
| Club                        | País   | Año           |
| --------------------------- | ------ | ------------- |
| Palestino                   | Chile  | 2017-2018     |
| Santiago Morning            | Chile  | 2019          |
| Colo-Colo                   | Chile  | 2020          |
| Sevilla Fútbol Club         | España | 2020-2022     |
| UDG Tenerife                | España | 2022-2024     |
| Club Polideportivo Cacereño | España | 2024-presente |